# L'ombra del coyote
L'ombra del coyote (The Last Coyote) è il quarto romanzo di Michael Connelly, edito nel 1995, con protagonista il detective Harry Bosch.
Il libro ha vinto il Premio Dilys nel 1996.

## Trama
Harry Bosch, detective della Polizia di Los Angeles, è stato sospeso per aver messo le mani addosso al suo superiore, Harvey Pounds. Il detective sta passando un periodo difficile: la sua donna lo ha lasciato e la sua casa è stata distrutta da un terremoto. In più, lui ha iniziato a bere.
Ora ha il tempo, con l'aiuto di una psichiatra, di mettere ordine nella sua vita. 
Decide così di far luce sull'omicidio della madre, prostituta, avvenuto ben 34 anni prima, quando era ancora bambino.
Scopre ben presto che a questo delitto sono collegate persone potenti e senza scrupoli, che a suo tempo hanno provveduto a depistare le indagini e a far sparire eventuali testimoni.
Senza paura di schiacciare i piedi a chiunque sia implicato nel caso, l'impavido detective attraverserà tutti gli Stati Uniti, arrivando fino in Florida dopo aver rintracciato l'unico dei due detective che indagarono sul caso ancora in vita, raccogliendo informazioni importanti. Durante la breve permanenza conosce Jasmine, con la quale inizierà una relazione.
Tornato a Los Angeles, i guai non tarderanno ad arrivare: Pounds è stato assassinato e Bosch viene indagato in un primo momento. La sua posizione viene subito chiarita, ma il detective si sente responsabile avendo usato il nome del suo superiore come pseudonimo durante l'indagine privata.
L'altro problema riguarda la sua abitazione, dove ancora viveva nonostante non fosse abitabile a causa dei danni riportati nel sisma: un funzionario gli intima di lasciare la casa in quanto quello che ne resta verrà demolito.
Questo però non ferma la sua indagine, ora che ha imboccato la pista giusta: tra duri scontri e aiuti inaspettati, Bosch arriverà a scoprire una verità sconcertante.

## Edizioni italiane
- L'ombra del coyote. Thriller, traduzione di Francesca Pinchera, Casale Monferrato, Piemme, 2001, ISBN 88-38-470-68-5; Milano, Mondolibri (CDE), 2002; Collana Piemme Mini Pocket, Piemme, 2003, ISBN 88-38-478-70-8; Collana Pocket, Piemme, 2004, ISBN 88-38-482-21-7; Collana Maestri del thriller n.31, Piemme, 2005, ISBN 88-38-487-68-5; Collana Bestseller, Piemme, 2009, ISBN 88-56-603-75-6; Collana Best Seller, Mondadori, 2010; Collana Pickwick, Piemme, 2013, ISBN 88-68-366-80-0; in allegato a Gente, Collezione Harry Bosch n.4, Milano, Hearst Magazines-Gente Compiega Narrativa, 2025, ISBN 977-00-166-9439-5.
- Harry Bosch Collection - 2: L'ombra del coyote. Musica dura, Collana Jumbo Pocket, Casale Monferrato, Piemme, 2006, ISBN 88-38-476-92-6.